# Вуйо, Николя
Николя́ Вуйо́ (фр. Nicolas Vouilloz; род. 11 мая 2001, Шен-Бужри, Женева) — швейцарский футболист, защитник клуба «Базель».

## Клубная карьера
Вуйо — воспитанник клуба «Серветт». 24 июня 2020 года в матче против «Сьона» он дебютировал в швейцарской Суперлиге. 18 декабря 2021 года в поединке против «Люцерна» Николя забил первый гол за «Серветт».
Зимой 2024 года перешёл в клуб «Базель», подписав четырёхлетний контракт. 21 января в матче против «Цюриха» он дебютировал за новый клуб.

## Международная карьера
В 2023 году в составе молодёжной сборной Швейцарии Вуйо принял участие в молодёжном чемпионате Европы. На турнире он сыграл в матчах против Италии, Франции и Испании.